# 波特雷里略斯 (科爾特斯省)
波特雷里略斯（西班牙語：Potrerillos），是洪都拉斯的城鎮，位於該國西北部，由科爾特斯省負責管轄，始建於1871年，面積99.43平方公里，海拔高度51米，2001年人口17,728，人口密度每平方公里178.3人。
15°13′N 87°57′W / 15.217°N 87.950°W